# Ejler Nyhavn
Ejler Nyhavn alias Allan Hansen-Williams (født 13. september 1963 på Amager) er en dansk forfatter.
Han voksede op i Sønderborg. Efter afbrudt skolegang arbejdede han en tid på en maskinfabrik i Broager. HH-eksamen i 1981 på et handelsgymnasium. I perioden 1981 til 1992 lever Allan Hansen et omflakkende liv, under hvilket han udvikler og forfølger litterære (Kerouac, Ginsberg, Burroughs, Hermann Hesse) og musikalske (Charlie Parker, John Coltrane, Charles Mingus, Bob Dylan) interesser. Begynder at spille guitar i blues- og swingjazzorkestre samt alene som gademusikant. Efter en tid på bistandshjælp og præget af misbrugsproblemer begynder Allan Hansen mere fokuseret at beskæftige sig med litteratur. Gennem en intensiv fordybelse i Georg Brandes’ værker finder han vej til den tyske litteratur (Trakl, Celan, Hölderlin). Han beslutter sig derfor for at læse tysk (germanistik) på universitetet. Efter via selvstudium at have opnået det krævede gennemsnit starter han i 1992 som studerende på det daværende Germanske Institut ved Aarhus Universitet. Han deltager dog kun uregelmæssigt i undervisningen. De eneste forelæsere han kan forlige sig med, er metrikeren L.L. Albertsen og Heidegger-kenderen Karsten Hvidtfelt Nielsen. Studierne slutter i 2001 med et speciale om de spanske trokæer i Herders oversættelse af det spanske nationalepos El Cid.
Efter endnu et år med hjemløshed bliver Allan Hansen ansat i et helårsvikariat på Skævinge Skole 2002-2003. Trods tilbud om at fortsætte i stillingen forlader han jobbet som folkeskolelærer for at kunne følge sin passion for litteratur og musik. 
I 2007 starter samarbejdet med forfatteren Peter Adolphsen. Det resulterer dels i versnovellen Duerne flyver højt over byen (2008) og dels i det værk, der skal blive Allan Hansens til dags dato eneste kommercielle succes: versromanen Katalognien (2009). Efter at virakken om Katalognien har lagt sig, lever Allan Hansen atter en tid som husvild. I 2010 finder han en midlertidig bopæl i Viborg. Han fortsætter med at optræde som musiker med oplæsninger, deltager lejlighedsvis i radioudsendelser (Bogforum) og flakker fra sted til sted. I denne periode udgiver han tre stærkt eksperimenterende prosaværker, alle Borges-inspirerede: 101 Litterære Postkort (2010), Pattedyr i Mørket (2011) og 101 Dødsdueller (2012), det første og det sidste i samarbejde med Jens Carl Sanderhoff (pseudonym: Tage Aille Borges). Desuden udkommer 2011 digtsamlingen Sofa Ode Strofer, som i tematik peger frem mod bogen Basker (se nedenfor).
Først da Allan Hansen i 2016 flytter til hjembyen Sønderborg og der møder sin senere hustru Patricia Elizabeth Allardyce Williams, kommer han til at bo under nogenlunde ordnede forhold. I 2015 havde han offentliggjort teksten Basker, der i stærkt komprimeret stil, ikke uden mindelser om Hamsun (Sult, naturligvis, og Paa gjengrodde Stier) samt om Jünger (mindre krigsdagbøgerne end de sene Siebzig verweht) hudløst beretter om de mange år i hjemløshed og fattigdom. I 2016 modtager Allan Hansen, grundet bogens litterære kvaliteter, et arbejdslegat fra Statens Kunstfond samt Leo Estvads legat.
2015 påbegynder Allan Hansen oversættelsen af Goethes Faust (Første del) til dansk. Bogen udkommer i 2019. Forud er gået en oversættelse af Hölderlins såkaldte Tårndigte (2016), og i 2023 udkom så Skønhedens tornekrone, en oversættelse af et udvalg af den tyske digter Trakls lyrik og breve til dansk. Rejser i Australien og Spanien resulterer i dobbeltromanen Trakl i Torremolinos / Ironbark (2020), der både i stilistisk og tematisk henseende fortsætter det litterære niveau fra romanen Basker. I 2024 udsendtes bogen Æseltid, en samling af tanker fra bunden af det spanske expat-milieu omkring Malaga.
Siden 2021 har Allan Hansen-Williams boet i Spanien.

## Udgivelser
- Ejler Nyhavn og Peter Adolphsen / Zwen Balslev, Duerne flyver højt over byen, Aben Maler 2008
- Ejler Nyhavn og Peter Adolphsen, Katalognien. En versroman, Samlerens Forlag 2009
- Ejler Nyhavn og Tage Aille Borges, 101 Litterære Postkort. eftersendte replikker, Forlaget Arme 2010
- Ejler Nyhavn, Sofa Ode Strofer, Forlaget Arme 2011
- Ejler Nyhavn, Pattedyr i Mørket, Ravnerock 2011
- Ejler Nyhavn og Henrik Møller Jensen, Jensen, Nyhavn og Musikken, Edition Bubonis 2012
- Ejler Nyhavn og Tage Aille Borges, 101 Dødsdueller, Forlaget Arme 2012
- Ejler Nyhavn, Basker, Forlaget Den Brændende Hund 2015
- Ejler Nyhavn, Ironbark / Trakl i Torremolinos, Jensen & Dalgaard 2020
- Ejler Nyhavn, Æseltid, Jensen & Dalgaard 2024

## Oversættelser
- Friedrich Hölderlin, Tårndigte, Wunderbuch 2017
- Goethe, Faust, Første del af tragedien, Wunderbuch 2019
- Georg Trakl, Skønhedens tornekrone, Wunderbuch 2023